# Cracklin' Rosie
Canción compuesta e interpretada por el cantautor Neil Diamond en 1970, llegando a ser esta su primera canción en llegar al primer lugar en las listas del Billboard en el pop y segundo lugar en la categoría adulto contemporáneo.
La canción tuvo ventas mundiales superiores a 3 millones de copias (en aquel entonces un récord de ventas) y fue el hit mundial más grande de 1970 según la revista Cashbox, fue incluida en el álbum "Tap Root Manuscript" y el primero de octubre de ese año alcanzó la cima de las listas, así como en la mayoría de países incluyendo la posición 3 en Inglaterra.
La canción trata de una historia folclórica que escuchó Diamond sobre una reserva india en Canadá, donde casi no hay mujeres, y para animarse los hombres compraban una botella de vino (Cracklin' Rosé) y soñaban con una mujer. Al público en general le gustó la canción, aunque no sabían que le cantaban a una botella, y no a una mujer.
Artistas como: Billy Joe Royal, Lawrence Welk, Ray Anthony, Hugo Montenegro, Bert Kaempfert, Marina Strings, The Fabulous Plank-Tones, Juan Torres, Roberto Jordán (en español), y Billy Ray Cyrus, entre otros, grabaron esta canción, existiendo versiones instrumentales, country, hard rock entre otros géneros musicales.
- Datos: Q5180414